# Margarita Pole
Beata Margarita Pole, condesa de Salisbury (14 de agosto de 1473-27 de mayo de 1541), fue una noble inglesa, única mujer en la Inglaterra del siglo XVI junto con Ana Bolena en ostentar un título nobiliario por derecho propio en vez de por estar desposada con un noble. 
Ferviente defensora del catolicismo y uno de los últimos miembros supervivientes de la dinastía Plantagenet tras la guerra de las Dos Rosas, murió ejecutada bajo el reinado de Enrique VIII, hijo de su prima Isabel de York, motivo por el que el papa León XIII la beatificó como mártir de la Iglesia católica el 29 de diciembre de 1886.
La Iglesia católica conmemora su celebración el 28 de mayo.

## Biografía

### Primeros años
Margarita nació en Farleigh Hungerford Castle, en Somerset, el 14 de agosto de 1473, única hija superviviente de Jorge Plantagenet, I duque de Clarence, y su esposa Isabel Neville, duquesa de Clarence, hija mayor de Ricardo Neville, XVI conde de Warwick, y su esposa Ana de Beauchamp. Su abuelo materno murió luchando contra su tío Eduardo IV de Inglaterra en la batalla de Barnet; su padre, duque de Clarence, fue entonces creado conde de Salisbury y de Warwick, declarando Eduardo IV que el hermano más joven de Margarita, Eduardo Plantagenet, debía ser conocido como conde de Warwick a modo de título de cortesía, aunque nunca se llegó a crear un título nobiliario para él. Basándose en esto, Margarita habría tenido derecho a reclamar el condado de Warwick, si bien lo perdió debido a la acusación de traición contra Eduardo, quien moriría ejecutado a los 24 años de edad.
La madre de Margarita murió cuando ella tenía tres años, acusando su padre poco después a una de sus damas de compañía de haber envenenado a su esposa. Por su parte, Jorge conspiró contra su hermano el rey Eduardo, a consecuencia de lo cual fue ejecutado por traición, perdiendo sus tierras y títulos. Eduardo murió cuando Margarita tenía diez años, declarando inválido su tío Ricardo el matrimonio de Eduardo; a sus hijos ilegítimos; y a Margarita y su hermano excluidos de la línea sucesoria sobre la base de la acusación de traición vertida contra su padre. Casado con Ana Neville, la hermana más joven de la madre de Margarita, Ricardo asumió el trono como Ricardo III, enviando a Margarita y a su hermano a Sheriff Hutton Castle, en Yorkshire.
En 1485, Ricardo murió en la batalla de Bosworth luchando contra Enrique Tudor, quien lo sucedió como Enrique VII de Inglaterra. El nuevo monarca contrajo matrimonio con la prima de Margarita, Isabel de York, hija de Eduardo IV, quedando tanto ella como su hermano bajo su cuidado. Al poco tiempo, el joven Eduardo, potencial aspirante al trono como miembro de la Casa de York, fue trasladado a la Torre de Londres. En 1487, Eduardo apareció brevemente en público en la Catedral de San Pablo en respuesta a la presentación del impostor Lambert Simnel como el conde de Warwick ante los lores irlandeses. Poco después, probablemente en el mes de noviembre, Enrique VII dio a Margarita en matrimonio, desposándose la joven con su primo Sir Richard Pole, cuya madre era medio hermana de la madre del rey, Margarita Beaufort, condesa de Richmond y Derby. Cuando Perkin Warbeck se hizo pasar en 1499 por Ricardo de Shrewsbury, el hijo presuntamente muerto de Eduardo IV, el hermano de Margarita fue acusado de participar en el complot y posteriormente ejecutado. Por su parte, Richard Pole desempeñó una gran variedad de funciones durante el reinado de Enrique VII, siendo el de mayor rango en servir como chambelán de Arturo Tudor, príncipe de Gales, el hijo mayor de Enrique y heredero al trono. Cuando Arturo contrajo matrimonio con Catalina de Aragón, Margarita se convirtió en una de sus damas de compañía, si bien el séquito de la princesa fue disuelto a causa de la prematura muerte de Arturo en 1502.
Tras enviudar en 1505, Margarita quedó al cargo de cinco hijos, una extensión limitada de terreno heredada de su esposo, y ninguna fuente de ingresos ni perspectivas de futuro, ocupándose Enrique VII de los gastos del funeral de Richard. Con el fin de aliviar su situación, Margarita entregó a su tercer hijo, Reginald Pole, a la Iglesia, donde desarrolló una exitosa carrera como legado papal y posteriormente como arzobispo de Canterbury, aunque en su vida adulta llegaría a sentir cierto resentimiento hacia su madre por su abandono. Adicionalmente, Margarita, sin medios para poder mantenerse así misma y a sus hijos, se vio obligada a vivir en Syon Abbey, un monasterio habitado por monjas de la Orden del Santísimo Salvador de Santa Brígida, donde permaneció hasta que obtuvo el favor del nuevo monarca, Enrique VIII, tras su subida al trono en 1509.

### Condesa de Salisbury
Cuando Enrique se convirtió en rey contrajo matrimonio con la viuda de su hermano, la princesa Catalina, siendo Margarita designada una de sus damas de compañía. En 1512, el parlamento le devolvió mediante ley algunas de las tierras de su fallecido hermano pertenecientes al condado de Salisbury, por las que Margarita pagó 5000 marcos. Estas tierras habían estado bajo el control de Enrique VII, primero durante la minoría del hermano de Margarita y después durante su encarcelamiento, siéndole confiscadas tras su juicio. La misma ley restauró también a Margarita el condado de Salisbury, lo que inicialmente podría suponer un acuerdo tácito acerca de la inocencia de su hermano, si bien ya en el siglo anterior se había producido la devolución de tierras y títulos a herederos de nobles declarados culpables. Pese a ello, las tierras de Warwick y Spencer siguieron siendo propiedad de la Corona.
Como condesa de Salisbury, Margarita controló con éxito sus extensiones de terreno, logrando ser en 1538 la quinta noble más poderosa de Inglaterra. Fue patrona del humanismo renacentista al igual que muchos otros nobles (el teólogo Gentian Hervet tradujo De immensa Dei misericordia, obra de Erasmo de Róterdam, al inglés especialmente para ella). Su primer hijo, Henry Pole, fue nombrado barón Montagu, otro de los títulos nobiliarios de la familia Neville, hablando Henry en representación de la familia en la Cámara de los Lores, mientras que su segundo hijo, Arthur Pole, tuvo una exitosa carrera como cortesano, convirtiéndose en uno de los seis caballeros de la Cámara Privada, si bien sufrió un duro revés cuando su patrón Edward Stafford, III duque de Buckingham, fue acusado de traición en 1521, aunque finalmente logró recuperar al poco tiempo el favor del rey. Arthur murió en 1526, habiéndose desposado con la heredera de Roger Lewknor; Margarita y su hijo Henry presionaron a la viuda de Arthur para que realizase un voto de castidad perpetua con el fin de preservar su herencia para sus propios hijos. Por su parte, la hija de Margarita, Ursula, contrajo matrimonio con el hijo del duque de Buckingham, Henry Stafford, aunque tras la caída del duque, la pareja solo recibió una pequeña parte de sus bienes. El tercer hijo de Margarita, Reginald, estudió en Padua, ejerció como deán en Exeter y Wimborne Minster, Dorset, y fungió como canon en York, si bien todavía no había sido ordenado sacerdote. Así mismo, Reginald representó a Enrique VIII en París en 1529, persuadiendo a los teólogos de la Sorbona de apoyar el divorcio entre el rey y Catalina de Aragón. Por último, el hijo pequeño de Margarita, Geoffrey Pole, contrajo matrimonio con Constance, hija de Edmund Pakenham, heredando la fortuna de la Casa Lordington.
El favor de Margarita en la corte varió con el paso de los años. En 1518 mantuvo una disputa por unas tierras con el rey; este otorgó al duque de Somerset las tierras en cuestión, las cuales habían estado anteriormente bajo el control de su abuelo Beaufort y en aquel entonces estaban bajo el dominio de la Corona. En 1520, Margarita fue designada gobernanta de la hija de Enrique, la princesa María; al año siguiente, cuando sus hijos se involucraron con Buckingham, Margarita fue depuesta del cargo, recuperándolo en 1525. Cuando María fue declarada bastarda en 1533, Margarita rehusó devolver la vajilla de oro de la princesa así como sus joyas a Enrique, siendo la corte de María disuelta a finales de ese año; la condesa de Salisbury solicitó seguir sirviendo a María a su propia costa, si bien su petición fue denegada. El embajador imperial Eustace Chapuys sugirió dos años más tarde que María fuese puesta al cuidado de Margarita, a lo que el rey se negó refiriéndose a la condesa como «una tonta, sin ninguna experiencia». Cuando la segunda esposa del monarca, Ana Bolena, fue arrestada y ejecutada en 1536, se permitió a Margarita regresar a la corte, aunque por un breve periodo de tiempo.

### Caída
En 1531, Reginald Pole advirtió los peligros del matrimonio del rey con Ana Bolena, por lo que regresó a Padua en 1532, recibiendo un último beneficio de Inglaterra en diciembre de aquel año. Chapuys sugirió al emperador Carlos V que Reginald contrajese matrimonio con María para combinar ambos sus aspiraciones dinásticas, comunicándose además con Reginald a través de su hermano Geoffrey. Reginald replicó a los libros que Enrique le había enviado con su propio panfleto, pro ecclesiasticae unitatis defensione o de unitate, el cual negaba la postura del rey acerca del matrimonio con la esposa de un hermano así como la supremacía real. Al mismo tiempo, Reginald urgió a los príncipes europeos a deponer a Enrique de inmediato. El monarca escribió al respecto a Margarita, quien envió una carta a su hijo reclamándole por su «locura». Los biógrafos de Margarita han aportado diferentes registros inconsistentes de sus actividades después de que Enrique y Ana Bolena se conociesen. Pese a que la condesa se opuso al divorcio en 1526 del monarca y Catalina de Aragón, además de negarse a prestar el Juramento de Supremacía, recibió no obstante numerosos beneficios por parte del rey mientras que varios de sus otros detractores fueron condenados a muerte. En mayo de 1536, Reginald rompió definitivamente con Enrique.
En 1537, Reginald, aún sin haber sido ordenado, fue creado cardenal, colocándolo el papa Pablo III a cargo de organizar la asistencia para la Peregrinación de Gracia y otros actos de carácter similar, en un esfuerzo por preparar una marcha en Londres con el objetivo de instaurar un gobierno católico conservador en vez del creciente protestantismo del rey Enrique. Ni Francisco I de Francia ni el emperador Carlos V apoyaron la iniciativa, tratando el gobierno de Inglaterra de que Reginald fuese asesinado. En 1539, el recién ordenado cardenal fue enviado al emperador para organizar un embargo contra Inglaterra (una contramedida de la que el propio Reginald había advertido a Enrique).
Como parte de las investigaciones llevadas a cabo en el marco de la conocida como «Conspiración Exeter», Geoffrey Pole fue arrestado en agosto de 1538 debido a que había estado manteniendo correspondencia con su hermano, saliendo su nombre a la luz durante la investigación de Henry Courtenay, I marqués de Exeter (pariente tanto de Geoffrey como de Enrique); Geoffrey apeló a Thomas Cromwell, quien ordenó su arresto e interrogatorio, durante el cual confesó que su hermano mayor, Lord Montagu, y el marqués habían sido aliados en su correspondencia con Reginald, siendo Montagu y Exeter arrestados en consecuencia a principios de noviembre de 1538. El 13 de noviembre, diez días después del arresto de su hijo mayor, Enrique ordenó la detención de Margarita en su casa de Warblington, en Hampshire, donde fue interrogada por William Fitzwilliam, conde de Southampton, y por Thomas Godrich, obispo de Ely. Al día siguiente, Cromwell fue informado por escrito acerca del interrogatorio y de la compostura que Margarita mantuvo en todo momento. Poco después, la condesa fue trasladada desde Warblington hasta Cowdray Park, cerca de Midhurst, donde fue recluida en la casa del conde de Southampton, si bien, pese a los interrogatorios a los que volvió a ser sometida, no se pudo probar delito alguno contra ella, permaneciendo allí seis meses.
En enero de 1539, Geoffrey fue perdonado, si bien el otro hijo de Margarita, Henry, barón Montagu (primo de Exeter), fue juzgado y posteriormente ejecutado por traición, siendo condenados su madre, Exeter y otros acusados en el mes de mayo, del mismo modo en que décadas atrás lo había sido el padre de Margarita. Esto supuso para todos ellos la pérdida de sus títulos y propiedades (sobre todo las situadas al sur de Inglaterra, estratégicamente ubicadas para combatir cualquier invasión). Como parte de la evidencia para el bill of attainder interpuesto (acto legislativo mediante el cual se condena, a menudo sin juicio, a una o varias personas), Cromwell mostró una túnica en la que figuraban las Cinco llagas de Cristo, símbolo del apoyo de Margarita al catolicismo y la doctrina que defendían su hijo Reginald y la hija mayor del rey, María. El supuesto descubrimiento, producido seis meses después de que la casa de la condesa y sus efectos personales fuesen registrados, constituyó probablemente una farsa. En consecuencia, Margarita fue condenada a muerte, dependiendo la ejecución de la pena de la voluntad del rey.
Margarita Pole, como pasó a ser llamada tras la pérdida de su título nobiliario, fue confinada en la Torre de Londres durante dos años y medio. Tanto ella como su nieto Henry (hijo del barón Montagu) y el hijo de Exeter fueron encerrados juntos y mantenidos por el rey, contando Margarita con varios sirvientes y recibiendo un gran guardarropa en marzo de 1541. Es posible que dicha deferencia hacia ella estuviese relacionada con el hecho de que en 1540 el propio Cromwell perdió el favor real, siendo ejecutado poco después.

### Ejecución

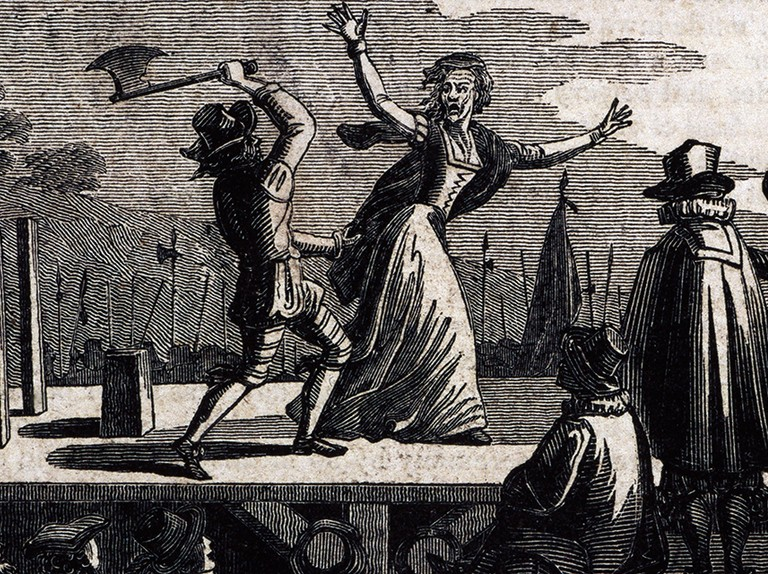
Grabado en cobre de la ejecución de Margarita Pole. Ilustración de Review of Fox's Book of Martyrs, de William Eusebius Andrews (1826)

En la celda en que Margarita estuvo confinada se halló el siguiente poema grabado en una de las paredes:

For traitors on the block should die;
I am no traitor, no, not I!
My faithfulness stands fast and so,
Towards the block I shall not go!
Nor make one step, as you shall see;
Christ in Thy Mercy, save Thou me!
Los traidores en el bloque deberían morir;
No soy una traidora, no, ¡no yo!
Mi fidelidad permanece firme y así,
¡Hacia el bloque no iré!
Ni daré un paso, como veréis;
Cristo en Tu Misericordia, ¡sálvame!

La mañana del 27 de mayo de 1541 (algunas fuentes aseguran el 28 de mayo), Margarita fue informada de que su ejecución tendría lugar dentro de una hora, a lo que la mujer respondió afirmando que no se había imputado ningún crimen en su contra. Pese a ello, fue sacada de su celda y conducida a un lugar en el recinto de la Torre de Londres donde se hallaba instalado un pequeño bloque de madera en vez del cadalso habitual en las ejecuciones. Debido a que era de noble cuna, Margarita tuvo una ejecución privada. Se presumía que debido a su avanzada edad y a su larga reclusión Margarita estaría en una débil condición física, aunque al momento de ser ejecutada luchó y tuvo que ser obligada mediante el uso de la fuerza a colocar su cabeza en el bloque de decapitación. El verdugo erró varias veces el golpe, hiriéndola en la espalda, el cuello y la cabeza; en total fueron necesarios, al parecer, diez golpes de hacha para ejecutarla. Otras fuentes aseguran que tras el primer hachazo, la mujer, malherida, huyó del verdugo, quien tuvo que golpearla once veces más para ajusticiarla.
Actualmente se conservan dos testimonios escritos de dos testigos presenciales de la ejecución: uno de Marillac, embajador francés, y otro de Chapuys, embajador del Sacro Imperio Romano Germánico. Ambos documentos difieren sensiblemente, con el testimonio de Marillac, publicado dos días después del suceso, afirmando que la ejecución tuvo lugar en una esquina de la Torre con tan pocas personas presentes que aquella misma tarde las noticias sobre su muerte fueron puestas en duda. Por su parte, Chapuys escribió dos semanas después de la ejecución que 150 testigos estuvieron presentes en la misma, incluyendo al Lord Mayor de Londres. Chapuys informó de que «al principio, cuando la sentencia de muerte se le dio a conocer, encontró la cosa muy extraña, no conociendo de qué crimen estaba acusada, ni cómo había sido sentenciada», y que, debido a que el principal verdugo había sido enviado al norte para hacer frente a los rebeldes, la ejecución fue realizada por «un miserable y torpe joven que literalmente cortó su cabeza y hombros en pedazos de la manera más dolorosa». Un documento apócrifo, descrito en la obra The Complete Peerage como una invención para explicar las escabrosas circunstancias de su muerte, sostiene que Margarita se negó a apoyar la cabeza en el bloque de decapitación, gritando: «Así deberían morir los traidores, y yo no lo soy». De acuerdo con este registro, la mujer giró la cabeza, declarando al verdugo que si la quería, tendría que hacerse con ella como pudiese. Margarita fue enterrada en la Capilla Real de San Pedro ad Vincula, en el interior de la Torre de Londres, donde también se hallan los restos de Ana Bolena y otros ajusticiados.

## Legado
Reginald Pole dijo en una ocasión que él «nunca tendría miedo de llamarse a sí mismo el hijo de una mártir». De hecho, Margarita fue vista con posterioridad como una mártir por los católicos, siendo beatificada el 29 de diciembre de 1886 por el papa León XIII.

## Ancestros
| \| \| \| \| \| \| \| \| \| \| \| \| \| \| \| \| \| \| \| \| 16. Edmundo de Langley, I duque de York \| \| \| \| \| \| \| \| \| \| \| \| \| \| \| \| \| \| \| \| \| \| \| \| \| \| \| \| \| \| \| \| \| \| \| \| \| \| \| \| \| \| \| \| \| \| \| \| \| \| \| \| \| \| 8. Ricardo de Conisburgh \| \| \| \| \| \| \| \| \| \| \| \| \| \| \| \| \| \| \| \| \| \| \| \| \| \| \| \| \| \| \| \| \| \| \| \| \| \| \| \| \| \| \| \| \| \| \| \| \| \| \| \| \| \| 17. Isabel de Castilla \| \| \| \| \| \| \| \| \| \| \| \| \| \| \| \| \| \| \| \| \| \| \| \| \| \| \| \| \| \| \| \| \| \| \| \| \| \| \| \| \| \| \| \| \| \| \| \| \| \| \| \| \| \| 4. Ricardo de York \| \| \| \| \| \| \| \| \| \| \| \| \| \| \| \| \| \| \| \| \| \| \| \| \| \| \| \| \| \| \| \| \| \| \| \| \| \| \| \| \| \| \| \| \| \| \| \| \| \| \| \| \| \| 18. Roger Mortimer, IV conde de March \| \| \| \| \| \| \| \| \| \| \| \| \| \| \| \| \| \| \| \| \| \| \| \| \| \| \| \| \| \| \| \| \| \| \| \| \| \| \| \| \| \| \| \| \| \| \| \| \| \| \| \| \| \| 9. Ana Mortimer \| \| \| \| \| \| \| \| \| \| \| \| \| \| \| \| \| \| \| \| \| \| \| \| \| \| \| \| \| \| \| \| \| \| \| \| \| \| \| \| \| \| \| \| \| \| \| \| \| \| \| \| \| \| 19. Alianore Holland \| \| \| \| \| \| \| \| \| \| \| \| \| \| \| \| \| \| \| \| \| \| \| \| \| \| \| \| \| \| \| \| \| \| \| \| \| \| \| \| \| \| \| \| \| \| \| \| \| \| \| \| \| \| 2. Jorge de Clarence \| \| \| \| \| \| \| \| \| \| \| \| \| \| \| \| \| \| \| \| \| \| \| \| \| \| \| \| \| \| \| \| \| \| \| \| \| \| \| \| \| \| \| \| \| \| \| \| \| \| \| \| \| \| 20. John Neville, III barón Neville de Raby \| \| \| \| \| \| \| \| \| \| \| \| \| \| \| \| \| \| \| \| \| \| \| \| \| \| \| \| \| \| \| \| \| \| \| \| \| \| \| \| \| \| \| \| \| \| \| \| \| \| \| \| \| \| 10. Ralph Neville, conde de Westmorland \| \| \| \| \| \| \| \| \| \| \| \| \| \| \| \| \| \| \| \| \| \| \| \| \| \| \| \| \| \| \| \| \| \| \| \| \| \| \| \| \| \| \| \| \| \| \| \| \| \| \| \| \| \| 21. Maud de Percy \| \| \| \| \| \| \| \| \| \| \| \| \| \| \| \| \| \| \| \| \| \| \| \| \| \| \| \| \| \| \| \| \| \| \| \| \| \| \| \| \| \| \| \| \| \| \| \| \| \| \| \| \| \| 5. Cecilia Neville \| \| \| \| \| \| \| \| \| \| \| \| \| \| \| \| \| \| \| \| \| \| \| \| \| \| \| \| \| \| \| \| \| \| \| \| \| \| \| \| \| \| \| \| \| \| \| \| \| \| \| \| \| \| 22. Juan Plantagenet, duque de Lancaster \| \| \| \| \| \| \| \| \| \| \| \| \| \| \| \| \| \| \| \| \| \| \| \| \| \| \| \| \| \| \| \| \| \| \| \| \| \| \| \| \| \| \| \| \| \| \| \| \| \| \| \| \| \| 11. Juana Beaufort \| \| \| \| \| \| \| \| \| \| \| \| \| \| \| \| \| \| \| \| \| \| \| \| \| \| \| \| \| \| \| \| \| \| \| \| \| \| \| \| \| \| \| \| \| \| \| \| \| \| \| \| \| \| 23. Catalina de Roet \| \| \| \| \| \| \| \| \| \| \| \| \| \| \| \| \| \| \| \| \| \| \| \| \| \| \| \| \| \| \| \| \| \| \| \| \| \| \| \| \| \| \| \| \| \| \| \| \| \| \| \| \| \| 1. Margarita Pole, condesa de Salisbury \| \| \| \| \| \| \| \| \| \| \| \| \| \| \| \| \| \| \| \| \| \| \| \| \| \| \| \| \| \| \| \| \| \| \| \| \| \| \| \| \| \| \| \| \| \| \| \| \| \| \| \| \| \| 24. Ralph Neville, conde de Westmorland (=10) \| \| \| \| \| \| \| \| \| \| \| \| \| \| \| \| \| \| \| \| \| \| \| \| \| \| \| \| \| \| \| \| \| \| \| \| \| \| \| \| \| \| \| \| \| \| \| \| \| \| \| \| \| \| 12. Richard Neville, V conde de Salisbury \| \| \| \| \| \| \| \| \| \| \| \| \| \| \| \| \| \| \| \| \| \| \| \| \| \| \| \| \| \| \| \| \| \| \| \| \| \| \| \| \| \| \| \| \| \| \| \| \| \| \| \| \| \| 25. Juana Beaufort (=11) \| \| \| \| \| \| \| \| \| \| \| \| \| \| \| \| \| \| \| \| \| \| \| \| \| \| \| \| \| \| \| \| \| \| \| \| \| \| \| \| \| \| \| \| \| \| \| \| \| \| \| \| \| \| 6. Ricardo Neville \| \| \| \| \| \| \| \| \| \| \| \| \| \| \| \| \| \| \| \| \| \| \| \| \| \| \| \| \| \| \| \| \| \| \| \| \| \| \| \| \| \| \| \| \| \| \| \| \| \| \| \| \| \| 26. Tomás de Montacute, IV conde de Salisbury \| \| \| \| \| \| \| \| \| \| \| \| \| \| \| \| \| \| \| \| \| \| \| \| \| \| \| \| \| \| \| \| \| \| \| \| \| \| \| \| \| \| \| \| \| \| \| \| \| \| \| \| \| \| 13. Alice Montagu, V condesa de Salisbury \| \| \| \| \| \| \| \| \| \| \| \| \| \| \| \| \| \| \| \| \| \| \| \| \| \| \| \| \| \| \| \| \| \| \| \| \| \| \| \| \| \| \| \| \| \| \| \| \| \| \| \| \| \| 27. Eleanor Holland \| \| \| \| \| \| \| \| \| \| \| \| \| \| \| \| \| \| \| \| \| \| \| \| \| \| \| \| \| \| \| \| \| \| \| \| \| \| \| \| \| \| \| \| \| \| \| \| \| \| \| \| \| \| 3. Isabel Neville \| \| \| \| \| \| \| \| \| \| \| \| \| \| \| \| \| \| \| \| \| \| \| \| \| \| \| \| \| \| \| \| \| \| \| \| \| \| \| \| \| \| \| \| \| \| \| \| \| \| \| \| \| \| 28. Thomas de Beauchamp, XII conde de Warwick \| \| \| \| \| \| \| \| \| \| \| \| \| \| \| \| \| \| \| \| \| \| \| \| \| \| \| \| \| \| \| \| \| \| \| \| \| \| \| \| \| \| \| \| \| \| \| \| \| \| \| \| \| \| 14. Isabel le Despenser, condesa de Warwick \| \| \| \| \| \| \| \| \| \| \| \| \| \| \| \| \| \| \| \| \| \| \| \| \| \| \| \| \| \| \| \| \| \| \| \| \| \| \| \| \| \| \| \| \| \| \| \| \| \| \| \| \| \| 29. La Hon. Margaret Ferres \| \| \| \| \| \| \| \| \| \| \| \| \| \| \| \| \| \| \| \| \| \| \| \| \| \| \| \| \| \| \| \| \| \| \| \| \| \| \| \| \| \| \| \| \| \| \| \| \| \| \| \| \| \| 7. Ana de Beauchamp \| \| \| \| \| \| \| \| \| \| \| \| \| \| \| \| \| \| \| \| \| \| \| \| \| \| \| \| \| \| \| \| \| \| \| \| \| \| \| \| \| \| \| \| \| \| \| \| \| \| \| \| \| \| 30. Thomas le Despenser, conde de Gloucester \| \| \| \| \| \| \| \| \| \| \| \| \| \| \| \| \| \| \| \| \| \| \| \| \| \| \| \| \| \| \| \| \| \| \| \| \| \| \| \| \| \| \| \| \| \| \| \| \| \| \| \| \| \| 15. Isabel le Despenser \| \| \| \| \| \| \| \| \| \| \| \| \| \| \| \| \| \| \| \| \| \| \| \| \| \| \| \| \| \| \| \| \| \| \| \| \| \| \| \| \| \| \| \| \| \| \| \| \| \| \| \| \| \| 31. Constanza Plantagenet (hermana de *8) \| \| \| \| \| \| \| \| \| \| \| \| \| \| \| \| \| \| \| \| \| \| \| \| \| \| \| \| \| \| \| \| \| \| \| \| \| \| \| \| \| \| \| \| \| \| \| \| \| \| \| \| |                                               |  |  |  |  |  |  |  |  |  |  |  |  |  |  |  |
| |                                               |  |  |  |  |  |  |  |  |  |  |  |  |  |  |  |
| | 16. Edmundo de Langley, I duque de York       |  |  |  |  |  |  |  |  |  |  |  |  |  |  |  |
| |                                               |  |  |  |  |  |  |  |  |  |  |  |  |  |  |  |
| |                                               |  |  |  |  |  |  |  |  |  |  |  |  |  |  |  |
| | 8. Ricardo de Conisburgh                      |  |  |  |  |  |  |  |  |  |  |  |  |  |  |  |
| |                                               |  |  |  |  |  |  |  |  |  |  |  |  |  |  |  |
| |                                               |  |  |  |  |  |  |  |  |  |  |  |  |  |  |  |
| | 17. Isabel de Castilla                        |  |  |  |  |  |  |  |  |  |  |  |  |  |  |  |
| |                                               |  |  |  |  |  |  |  |  |  |  |  |  |  |  |  |
| |                                               |  |  |  |  |  |  |  |  |  |  |  |  |  |  |  |
| | 4. Ricardo de York                            |  |  |  |  |  |  |  |  |  |  |  |  |  |  |  |
| |                                               |  |  |  |  |  |  |  |  |  |  |  |  |  |  |  |
| |                                               |  |  |  |  |  |  |  |  |  |  |  |  |  |  |  |
| | 18. Roger Mortimer, IV conde de March         |  |  |  |  |  |  |  |  |  |  |  |  |  |  |  |
| |                                               |  |  |  |  |  |  |  |  |  |  |  |  |  |  |  |
| |                                               |  |  |  |  |  |  |  |  |  |  |  |  |  |  |  |
| | 9. Ana Mortimer                               |  |  |  |  |  |  |  |  |  |  |  |  |  |  |  |
| |                                               |  |  |  |  |  |  |  |  |  |  |  |  |  |  |  |
| |                                               |  |  |  |  |  |  |  |  |  |  |  |  |  |  |  |
| | 19. Alianore Holland                          |  |  |  |  |  |  |  |  |  |  |  |  |  |  |  |
| |                                               |  |  |  |  |  |  |  |  |  |  |  |  |  |  |  |
| |                                               |  |  |  |  |  |  |  |  |  |  |  |  |  |  |  |
| | 2. Jorge de Clarence                          |  |  |  |  |  |  |  |  |  |  |  |  |  |  |  |
| |                                               |  |  |  |  |  |  |  |  |  |  |  |  |  |  |  |
| |                                               |  |  |  |  |  |  |  |  |  |  |  |  |  |  |  |
| | 20. John Neville, III barón Neville de Raby   |  |  |  |  |  |  |  |  |  |  |  |  |  |  |  |
| |                                               |  |  |  |  |  |  |  |  |  |  |  |  |  |  |  |
| |                                               |  |  |  |  |  |  |  |  |  |  |  |  |  |  |  |
| | 10. Ralph Neville, conde de Westmorland       |  |  |  |  |  |  |  |  |  |  |  |  |  |  |  |
| |                                               |  |  |  |  |  |  |  |  |  |  |  |  |  |  |  |
| |                                               |  |  |  |  |  |  |  |  |  |  |  |  |  |  |  |
| | 21. Maud de Percy                             |  |  |  |  |  |  |  |  |  |  |  |  |  |  |  |
| |                                               |  |  |  |  |  |  |  |  |  |  |  |  |  |  |  |
| |                                               |  |  |  |  |  |  |  |  |  |  |  |  |  |  |  |
| | 5. Cecilia Neville                            |  |  |  |  |  |  |  |  |  |  |  |  |  |  |  |
| |                                               |  |  |  |  |  |  |  |  |  |  |  |  |  |  |  |
| |                                               |  |  |  |  |  |  |  |  |  |  |  |  |  |  |  |
| | 22. Juan Plantagenet, duque de Lancaster      |  |  |  |  |  |  |  |  |  |  |  |  |  |  |  |
| |                                               |  |  |  |  |  |  |  |  |  |  |  |  |  |  |  |
| |                                               |  |  |  |  |  |  |  |  |  |  |  |  |  |  |  |
| | 11. Juana Beaufort                            |  |  |  |  |  |  |  |  |  |  |  |  |  |  |  |
| |                                               |  |  |  |  |  |  |  |  |  |  |  |  |  |  |  |
| |                                               |  |  |  |  |  |  |  |  |  |  |  |  |  |  |  |
| | 23. Catalina de Roet                          |  |  |  |  |  |  |  |  |  |  |  |  |  |  |  |
| |                                               |  |  |  |  |  |  |  |  |  |  |  |  |  |  |  |
| |                                               |  |  |  |  |  |  |  |  |  |  |  |  |  |  |  |
| | 1. Margarita Pole, condesa de Salisbury       |  |  |  |  |  |  |  |  |  |  |  |  |  |  |  |
| |                                               |  |  |  |  |  |  |  |  |  |  |  |  |  |  |  |
| |                                               |  |  |  |  |  |  |  |  |  |  |  |  |  |  |  |
| | 24. Ralph Neville, conde de Westmorland (=10) |  |  |  |  |  |  |  |  |  |  |  |  |  |  |  |
| |                                               |  |  |  |  |  |  |  |  |  |  |  |  |  |  |  |
| |                                               |  |  |  |  |  |  |  |  |  |  |  |  |  |  |  |
| | 12. Richard Neville, V conde de Salisbury     |  |  |  |  |  |  |  |  |  |  |  |  |  |  |  |
| |                                               |  |  |  |  |  |  |  |  |  |  |  |  |  |  |  |
| |                                               |  |  |  |  |  |  |  |  |  |  |  |  |  |  |  |
| | 25. Juana Beaufort (=11)                      |  |  |  |  |  |  |  |  |  |  |  |  |  |  |  |
| |                                               |  |  |  |  |  |  |  |  |  |  |  |  |  |  |  |
| |                                               |  |  |  |  |  |  |  |  |  |  |  |  |  |  |  |
| | 6. Ricardo Neville                            |  |  |  |  |  |  |  |  |  |  |  |  |  |  |  |
| |                                               |  |  |  |  |  |  |  |  |  |  |  |  |  |  |  |
| |                                               |  |  |  |  |  |  |  |  |  |  |  |  |  |  |  |
| | 26. Tomás de Montacute, IV conde de Salisbury |  |  |  |  |  |  |  |  |  |  |  |  |  |  |  |
| |                                               |  |  |  |  |  |  |  |  |  |  |  |  |  |  |  |
| |                                               |  |  |  |  |  |  |  |  |  |  |  |  |  |  |  |
| | 13. Alice Montagu, V condesa de Salisbury     |  |  |  |  |  |  |  |  |  |  |  |  |  |  |  |
| |                                               |  |  |  |  |  |  |  |  |  |  |  |  |  |  |  |
| |                                               |  |  |  |  |  |  |  |  |  |  |  |  |  |  |  |
| | 27. Eleanor Holland                           |  |  |  |  |  |  |  |  |  |  |  |  |  |  |  |
| |                                               |  |  |  |  |  |  |  |  |  |  |  |  |  |  |  |
| |                                               |  |  |  |  |  |  |  |  |  |  |  |  |  |  |  |
| | 3. Isabel Neville                             |  |  |  |  |  |  |  |  |  |  |  |  |  |  |  |
| |                                               |  |  |  |  |  |  |  |  |  |  |  |  |  |  |  |
| |                                               |  |  |  |  |  |  |  |  |  |  |  |  |  |  |  |
| | 28. Thomas de Beauchamp, XII conde de Warwick |  |  |  |  |  |  |  |  |  |  |  |  |  |  |  |
| |                                               |  |  |  |  |  |  |  |  |  |  |  |  |  |  |  |
| |                                               |  |  |  |  |  |  |  |  |  |  |  |  |  |  |  |
| | 14. Isabel le Despenser, condesa de Warwick   |  |  |  |  |  |  |  |  |  |  |  |  |  |  |  |
| |                                               |  |  |  |  |  |  |  |  |  |  |  |  |  |  |  |
| |                                               |  |  |  |  |  |  |  |  |  |  |  |  |  |  |  |
| | 29. La Hon. Margaret Ferres                   |  |  |  |  |  |  |  |  |  |  |  |  |  |  |  |
| |                                               |  |  |  |  |  |  |  |  |  |  |  |  |  |  |  |
| |                                               |  |  |  |  |  |  |  |  |  |  |  |  |  |  |  |
| | 7. Ana de Beauchamp                           |  |  |  |  |  |  |  |  |  |  |  |  |  |  |  |
| |                                               |  |  |  |  |  |  |  |  |  |  |  |  |  |  |  |
| |                                               |  |  |  |  |  |  |  |  |  |  |  |  |  |  |  |
| | 30. Thomas le Despenser, conde de Gloucester  |  |  |  |  |  |  |  |  |  |  |  |  |  |  |  |
| |                                               |  |  |  |  |  |  |  |  |  |  |  |  |  |  |  |
| |                                               |  |  |  |  |  |  |  |  |  |  |  |  |  |  |  |
| | 15. Isabel le Despenser                       |  |  |  |  |  |  |  |  |  |  |  |  |  |  |  |
| |                                               |  |  |  |  |  |  |  |  |  |  |  |  |  |  |  |
| |                                               |  |  |  |  |  |  |  |  |  |  |  |  |  |  |  |
| | 31. Constanza Plantagenet (hermana de *8)     |  |  |  |  |  |  |  |  |  |  |  |  |  |  |  |
| |                                               |  |  |  |  |  |  |  |  |  |  |  |  |  |  |  |
| |                                               |  |  |  |  |  |  |  |  |  |  |  |  |  |  |  |

## Representaciones en medios
| Año  | Título               | Intérprete       | Director                     |
| ---- | -------------------- | ---------------- | ---------------------------- |
| 2007 | Los Tudor            | Kate O’Toole     |                              |
| 2015 | Wolf Hall            | Janet Henfrey    | Peter Kosminsky              |
| 2017 | The White Princess   | Rebecca Benson   | Jamie Payne y Alex Kalymnios |
| 2018 | The Spanish Princess | Laura Carmichael | Emma Frost y Matthew Graham  |